# Adelphenaldis georgica
Adelphenaldis georgica är en stekelart som först beskrevs av Fischer 1993.  Adelphenaldis georgica ingår i släktet Adelphenaldis och familjen bracksteklar. Inga underarter finns listade i Catalogue of Life.